# Galerie de Paléontologie et d’Anatomie Comparée

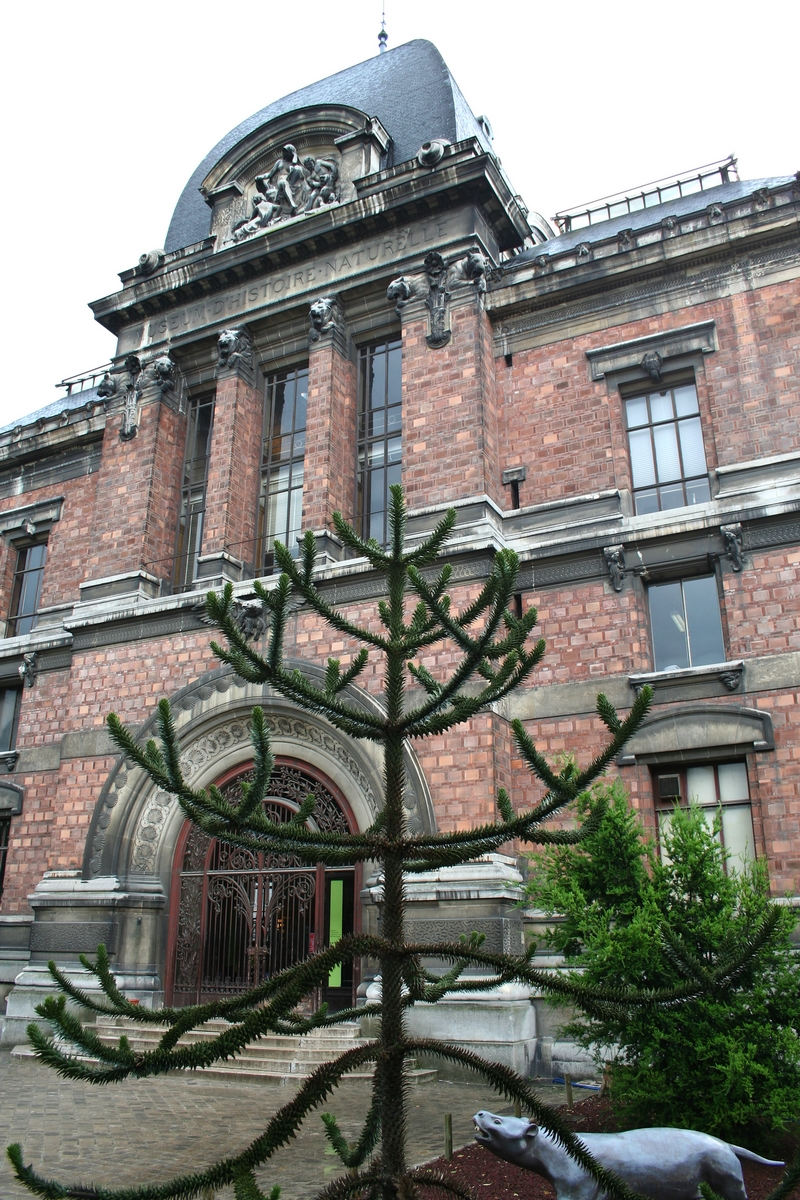
Vordere Fassade des Gebäudes

Die 1898 gegründete Galerie de Paléontologie et d’Anatomie Comparée ist eine Museumseinrichtung in Paris, die dem Muséum national d’histoire naturelle angeschlossen ist. Die Ausstellungen beherbergen eine große Sammlung von Fossilien sowie zahlreiche Skelette rezenter Arten.